# Racconti proibiti... di niente vestiti
Racconti proibiti... di niente vestiti è un film del 1972, diretto da Brunello Rondi.

## Trama
Nel periodo di Papa Alessandro VI, Lorenzo del Cambio (Rossano Brazzi), pittore e poeta, induce al sesso Uccio, figlio di un suo amico, raccontandogli delle storie boccaccesche. Il ragazzo impara fin troppo bene le lezioni e ruba al maestro una bolla papale che gli permetterà di fornicare in un convento di monache. Nel finale il pittore muore, accompagnando la Morte sotto forma di una donna nuda.

## Produzione
Inizialmente il film avrebbe dovuto intitolarsi Maestro d’amore. Secondo una dichiarazione del regista, più che al Decameron letterario o a quello cinematografico pasoliniano, egli s'ispirò alle atmosfere del Tom Jones di Henry Fielding e del relativo film di Tony Richardson.
Gli esterni furono girati per lo più a San Gimignano e Poggibonsi (entrambe in provincia di Siena), con varie sequenze filmate nella zona di Manziana (Roma).